# Pneumònia per aspiració
La pneumònia per aspiració és una broncopneumònia que es desenvolupa a causa de l'entrada de materials aliens a l'arbre bronquial, que són habitualment continguts orals o gàstrics (incloent-hi aliments, saliva o secrecions nasals). Segons l'acidesa de l'aspirat, es pot desenvolupar una pneumonitis química, i els patògens bacterians (especialment bacteris anaeròbics) poden contribuir a la inflamació.

## Causes
La pneumònia per aspiració sovint és causada per un mecanisme de deglució incompetent, com és el cas en algunes formes de malaltia neurològica (una causa comuna són els accidents vasculars cerebrals, sovint en la vellesa) o quan una persona està embriaga.
És relativament comú en ancians amb un diverticle de Zenker.
Una causa iatrogènica és durant l'anestèsia general per una operació, de manera que als pacients se'ls diu que no prenguin nil per os ("res per la boca") durant almenys quatre hores abans de la cirurgia. En cas d'intervencions obstètriques, aquest tipus de pneumònia s´anomena síndrome de Mendelson. En fetus i nounats pot donar-se la síndrome d'aspiració de meconi (el meconi és la femta fetal) o SAM, d'etiopatogènesi complexa i considerada clàssicament un senyal de patiment fetal.
Encara és un tema controvertit si la pneumònia per aspiració representa una autèntica infecció bacteriana o un procés inflamatori químic. Ambdues causes poden presentar símptomes semblants i, a hores d'ara i en especial en cas de SAM, el seu tractament és difícil endemés.

### Bacteris implicats
Qua hi ha bacteris implicats, solen ser de la flora oral anaeròbica:
- Bacterioides[7]
- Prevotella[7]
- Fusobacterium[7]
- Peptostreptococcus[7]

També pot haver-hi bacteris aeròbics:
- Streptococcus pneumoniae[7]
- Staphylococcus aureus[7]
- Haemophilus influenzae[7]
- Pseudomonas aeruginosa[7]

## Ubicació
La ubicació sovint condiciona la gravetat del procés (com també la concurrència d'altres malalties preexistents), i depèn de la posició del pacient. Generalment, els lòbuls pulmonars central i inferior drets són els llocs més comuns de formació d'infiltrat, a causa del calibre més gran i l'orientació més vertical del bronqui principal dret. Els pacients que aspiren mentre estan dempeus poden tenir infiltrats bilaterals dels pulmons inferiors. El lòbul superior dret és una àrea habitual de consolidació pneumònica en alcohòlics que aspiren estant de bocaterrossa.

## Prognosi
És molt variable. Depén de factors com l'edat, la ubicació, el tipus i/o mida del material aspirat, etc. Les complicacions amb pitjor pronòstic són l'abscés pulmonar, el desenvolupament d'una pneumònia bacteriana resistent a l'antibioticoteràpia convencional i la pneumonitis química.